# U.S. Route 395 (California)
La U.S. Route 395 o Ruta Federal 395 (abreviada US 395) es una autopista federal ubicada en el estado de California. La autopista está dividida en dos segmento y el primer segmento inicia en el Sur desde la I 15     cerca de Hesperia y termina en el norte en la US 395  en Nevada, luego se divide y pasando por el estado de Nevada, se dirige hacia el Norte en la US 395  en Nevada, hasta culminar en el Norte, en la US 395  en Oregón. La autopista tiene una longitud de 896,2 km (556.909 mi). Antes de regresar a California, en Nevada, la ruta pasa por las ciudades de Carson City y Reno.

## Mantenimiento
Al igual que las carreteras estatales, las carreteras interestatales, y el resto de rutas federales, la U.S. Route 395 es administrada y mantenida por el Departamento de Transporte de California por sus siglas en inglés Caltrans.

## Cruces
La U.S. Route 395 está dividida en dos segmentos, y es atravesada principalmente por:
- 1 Segmento Sur:

 SR 14     cerca de Ridgecrest
 US 6     en Bishop
- 2 Segmento Norte:

 SR 70     en Hallelujah Junction
 SR 299     en Alturas.